# Gnathophausia elegans
Gnathophausia elegans is een kreeftachtigensoort uit de familie van de Gnathophausiidae. De wetenschappelijke naam van de soort is voor het eerst geldig gepubliceerd in 1883 door G.O. Sars.